# Літак

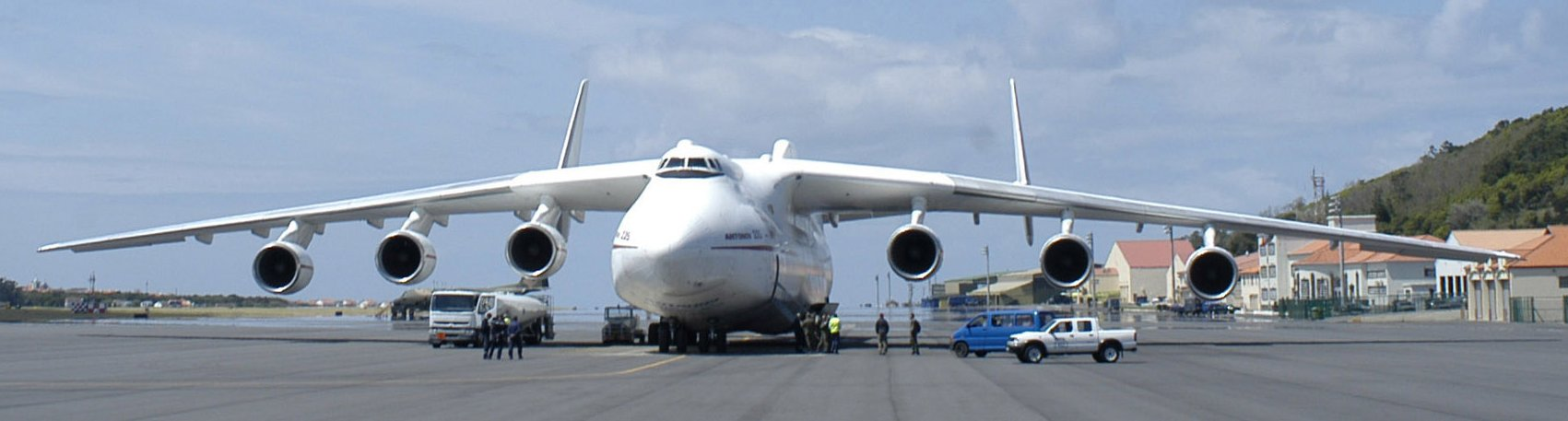
Український Ан-225, Мрія — був найбільшим літаком коли-небудь побудованим людством.

Прилади керування звичайним літаком та керма. A): елерон, B): ручка керування, C): кермо висоти, D): кермо напрямку.

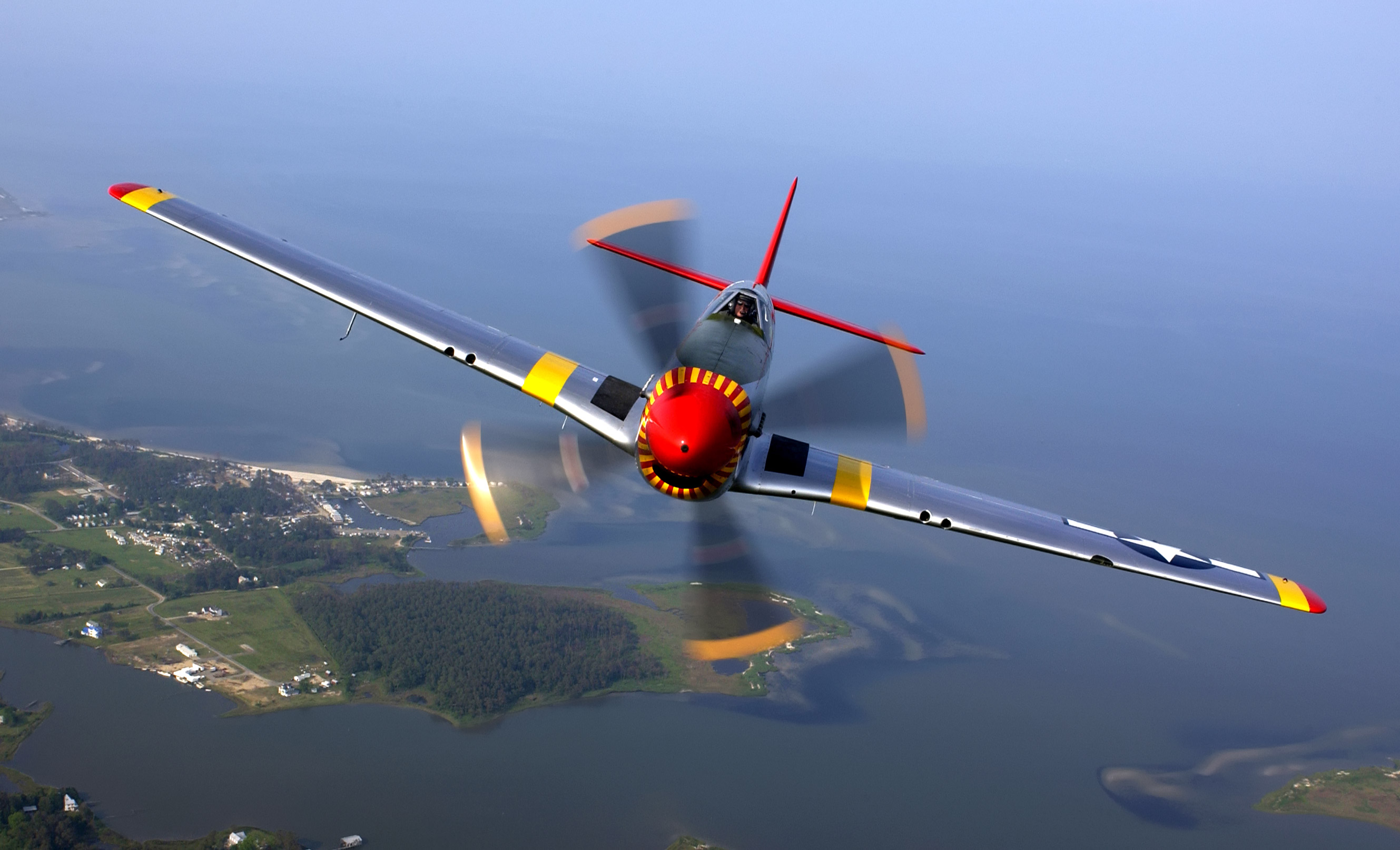
Однодвигунний літак

Літа́к (застар. аероплан) — літальний апарат важчий за повітря для польотів в атмосфері за допомогою двигуна та нерухомих крил (крила). Літак здатний переміщуватися з високою швидкістю (летіти), використовуючи підіймальну силу крила і тягу двигуна. Нерухоме крило відрізняє літак від махольота, а наявність двигуна — від планера.
У літаках підіймальна сила — під час його руху вперед, створюється за допомогою відхилення зустрічного повітряного потоку, на крилах (з відповідним профілем і кутом атаки). Завдяки відхиленню, напливному повітрю надається імпульс, спрямований вертикально вниз. Згідно з першим законом Ньютона, ця зміна напрямку потоку донизу, вимагає постійної протидійної сили. Відповідно до третього закону Ньютона (дія та реакція), на крило впливає рівна та протилежно спрямована сила — підіймальна сила.

## Історія літаків

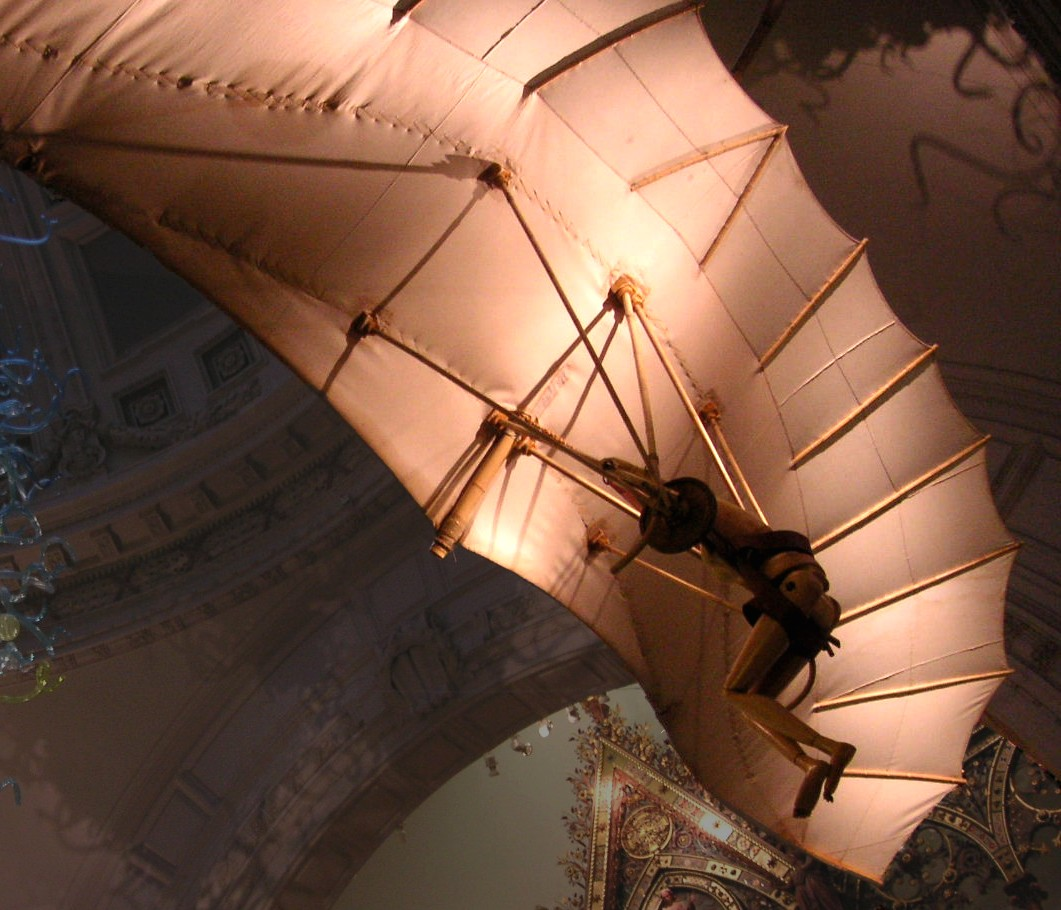
Літальний апарат Леонардо да Вінчі

Видатний італійський винахідник Леонардо да Вінчі (1452—1519) ще 1505 року написав трактат «Кодекс про політ птахів», який складається з 18 аркушів. У ньому на основі вивчення польоту птахів він запропонував проєкт літального апарата — прообраз сучасного дельтаплана.
1799 року Джордж Кейлі (1773—1857) висунув концепцію планера з нерухомим крилом. Один з піонерів авіації Отто Лілієнталь (1848—1896) розробив, побудував і випробував одинадцять планерів, на яких зробив понад 2 тисячі польотів.
Слово «авіація» (від латинського «avis», що означає «птах», і суфікса «atio») вперше вжив Габріель де ла Лаландель 1863 року, у книжці «Авіація або повітряна навігація без повітряної кулі», в якій розповідається про спроби Жан-Марі Ле Брі злетіти на пристрої важчому за повітря.
Перші спроби побудувати літак робилися ще в XIX столітті, зокрема умовний літак із паровим двигуном було виготовлено у 1882—1885 роках, російським інженером Можайським (1825—1890). Проте жодна з цих конструкцій не змогла здійнятися у повітря. Причинами цього були: дуже велика вага та непристосованість тодішніх двигунів (парових машин) до умов авіації, відсутність теорії польоту через що літаки будувалися «навмання», нестача інженерного досвіду у багатьох піонерів авіації.
Першим літаком, на якому люди змогли відірватися від землі та зробити горизонтальний політ, став «Флаєр», побудований братами Орвіллом і Вілбером Райт у США. Перший відомий політ літака в історії людства, було здійснено 17 грудня 1903 року. «Флаєр» протримався у повітрі 59 секунд і пролетів 260 метрів. Винахід Райтів було офіційно визнано найпершим у світі літальним апаратом важчим за повітря, який здійснив пілотований політ із застосуванням двигуна.

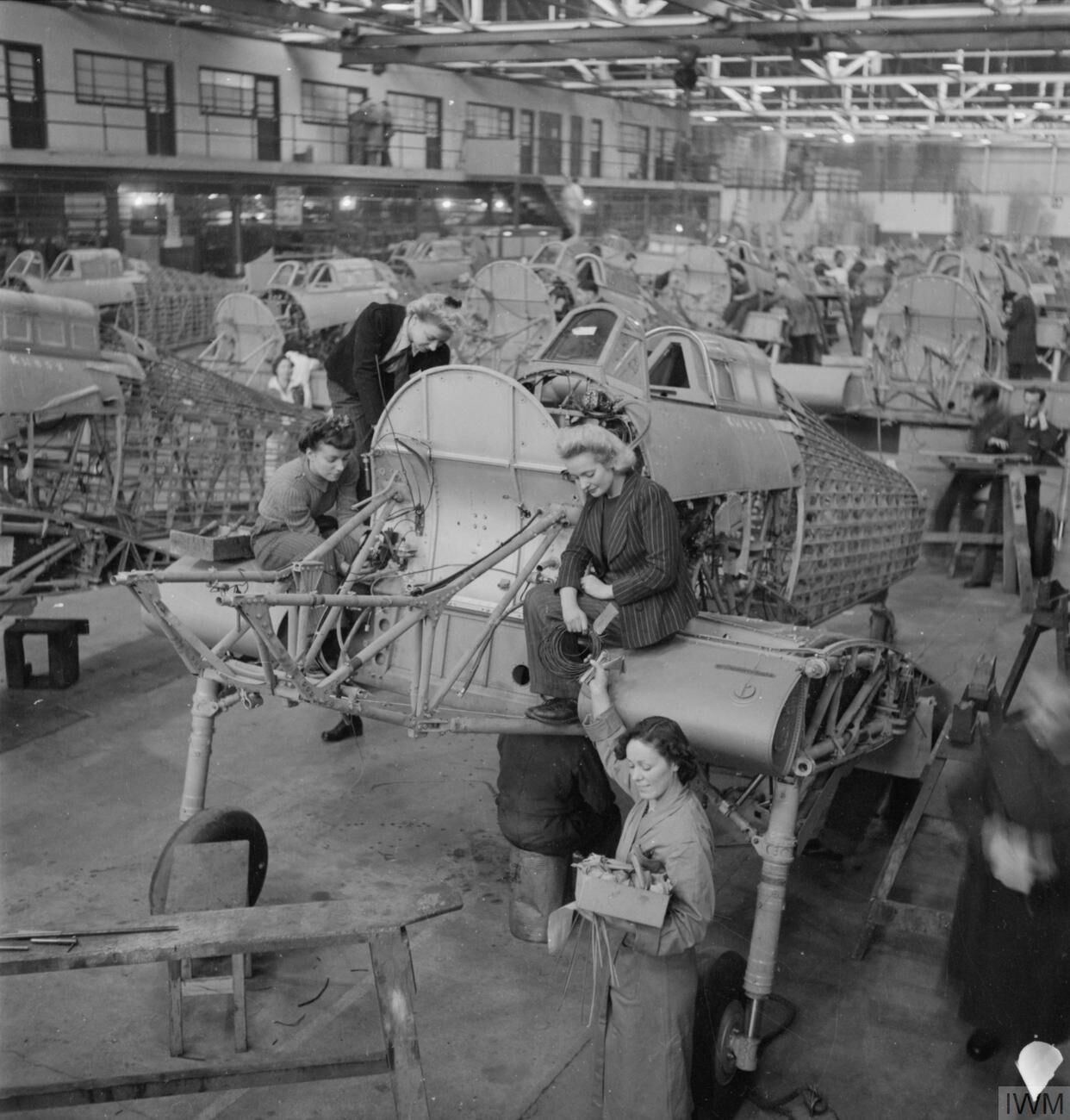
Збирання винищувачів Hawker Hurricane, Велика Британія, 1942 рік. Під час Другої світової війни складання літаків здійснювали також жінки.

Їхній апарат був біпланом типу «качка» — пілот розміщувався на нижньому крилі, стерно напрямку ззаду, стерно висоти спереду. Дволонжеронні крила було обшито тонким небіленим мусліном. Двигун «Флаєра» був чотиритактний, зі стартовою потужністю 16 кінських сил і важив всього 80 кг.
Апарат мав два дерев'яні гвинти. Замість колісного шасі Райти використовували стартову катапульту, що складалася з пірамідальної башти та дерев'яної напрямної рейки. Привід катапульти здійснювався за допомогою масивного вантажу що падав, пов'язаного з літаком тросом через систему спеціальних блоків.
У царській Росії прикладний розвиток авіації затримався через зосередження уряду на створенні повітроплавних літальних апаратів. Ґрунтуючись на прикладі Німеччини, російське військове керівництво робило ставку на розвиток дирижаблів та аеростатів для армії і не оцінило своєчасно передбачувані можливості нового винаходу — літака.
Свою негативну роль щодо літальних апаратів, важчих за повітря, зіграла й історія з «Аеромобілем» В. У. Татарінова. Винахідник нібито 1909 року одержав 50 тисяч рублів від Військового міністерства для побудови вертольота. Крім того, було багато пожертвувань від приватних осіб. Ті, хто не міг допомогти грошима, пропонували безкоштовно власну працю для втілення задуму розробника. Царська Росія покладала великі надії на цей винахід, але задум завершився повним провалом. Досвід і знання Татарінова не відповідали складнощам поставленого завдання, і великі гроші було викинуто на вітер. Цей випадок негативно вплинув на долі багатьох цікавих авіаційних проєктів — російські винахідники не могли більше добитися державних субсидій.
Царський уряд 1909 року нарешті виявив цікавість до літаків. Було вирішено відхилити пропозицію братів Райт про покупку їх винаходу і будувати літаки власними силами. Розробляти літаки доручили офіцерам-повітроплавцям М. А. Агапову, Би. У. Голубєву, Би. Ф. Гебауєру і А. І. Шабському. Вирішили будувати тримісні літаки різних типів, щоби згодом обрати найвдаліший. Ніхто з розробників не лише не літав на літаках, але навіть не бачив їх наяву. Через це, не доводилося дивуватися, що літаки зазнавали аварії, ще під час пробіжок землею.

### Україна

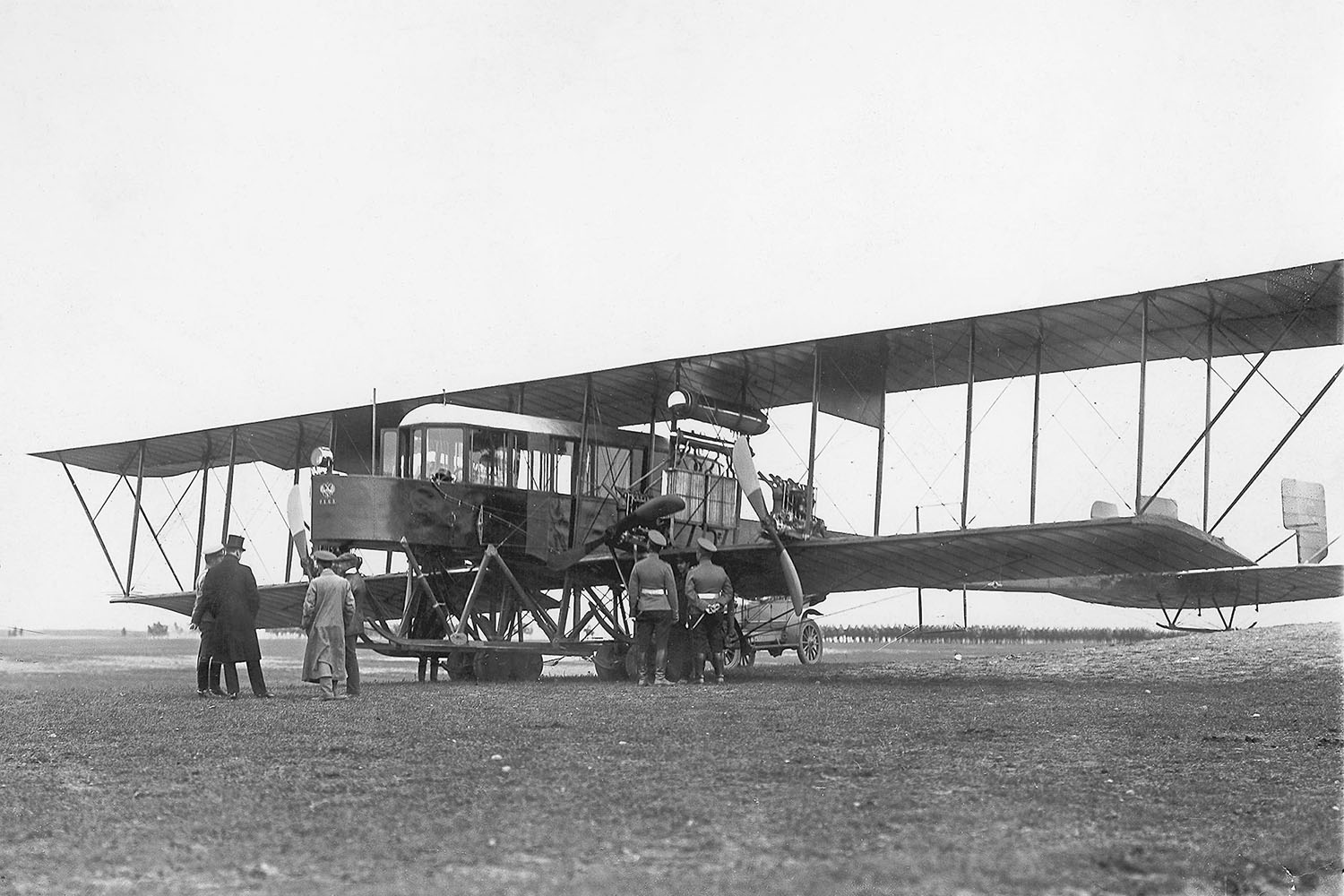
Літак розробки Сікорського типу «Ілля Муромець» (бл. 1910)

1899 року в Києві розпочався рух за створення п'ятого, повітроплавного відділення Київського політехнічного інституту, який очолив один з найзавзятіших прихильників авіації професор Микола Андрійович Артем'єв. З його ініціативи в 1905—1906 роках при Механічному гуртку політехнічного інституту, була утворена Повітроплавна секція. Почесним головою секції став професор Степан Тимошенко. А вже 1909 року було засновано Київське товариство повітроплавання, де розробляли проєкти літальних апаратів, будували і випробовували їх.
1908 року в Одесі було засновано перший на теренах України аероклуб, президентом якого від 1910 року був місцевий підприємець Артур Анатра, котрий видавав ілюстрований журнал «Зоря авіації». Там були авіаційні майстерні де з 1910 року на приватні замовлення виготовлялися ліцензійні копії літаків французьких конструкцій.
1909 року, українським благодійником, авіаконструктором і підприємцем Федором Терещенком на теренах маєтку Федора Федоровича Терещенка в селищі Червоне (Житомирщина) був споруджений авіаційний завод (авіамайстерні) з аеродромом, на якому було розроблено та випущено кілька літаків, за участю видатного майбутнього українського авіаконструктора — випускника Київської політехніки Дмитра Григоровича.
Вже з 1910 року, у Києві існувало Куренівське цивільне летовище, побудоване також зусиллями Федора Терещенка, де виконувалися польоти аеропланів.
Перші успіхи авіації, що відбулися на теренах України, сталися 1910 року. 4 червня, професор Київського політехнічного інституту князь Олександр Кудашев пролетів декілька десятків метрів на літаку-біплані власної конструкції. 16 червня молодий київський авіаконструктор Ігор Сікорський уперше здійняв у повітря власний літак, а ще за три дні відбувся політ літака інженера Якова Гаккеля незвичайної на той час схеми — біплан із фюзеляжем (бімоноплан).

### Військові літаки
Перша світова війна стала випробувальним полігоном для використання літака як зброї. Літаки, які спершу показали свої можливості як рухомі спостережні пункти, згодом проявили себе як бойові машини, здатні завдавати втрат противнику. Найперша відома повітряна перемога з синхронним кулеметним винищувачем, була здобута 1915 року, німецьким лейтенантом «Люфтштрайткрафте» Куртом Вінтгенсом. З'явилися бойові аси; найбільшим (за кількістю перемог у повітряних боях) був Манфред фон Ріхтгофен.
Після Першої світової війни авіатехніка продовжувала розвиватися. Алкок і Браун вперше перетнули Атлантику без зупинки 1919 року. Найперші міжнародні комерційні рейси відбулися між Сполученими Штатами і Канадою 1919 року.
Літаки брали участь у всіх основних битвах Другої світової війни. Вони були важливою складовою військової стратегії того часу, як-от німецький бліцкриг, битва за Британію, та американські й японські авіаносні кампанії під час війни на Тихому океані.

## Проєктування та виготовлення
Більшість літаків компанії будують заради виробництва їх для користувачів у великій кількості. Проєктування та розробка, разом з випробуванням на безпеку, може тривати до чотирьох років для невеликих турбогвинтових літаків, або довше — для великих літаків.
Спочатку, розробляється технічне завдання в якому встановлюється призначення (мета застосування) та визначаються необхідні експлуатаційні характеристики літака. Потім компанія-розробник розробляє конструкторську документацію, виконує теоретичні розрахунки, моделювання, випробування в аеродинамічній трубі зменшеної копії літака для вибору кращої аеродинаміки конструкції зовнішньої частини літака, зокрема використовує досвід для передбачення поведінки літака. Компанії-розробники застосовують комп'ютери для креслення, планування та початкового моделювання літака.
Коли проєкт проходить крізь ці процеси, компанія створює обмежену кількість прототипів для випробування на землі (наприклад статичні випробування) та у повітрі (скажімо, підтвердження-уточнення льотних характеристик). Перший політ часто здійснюють представники авіаційної керівної установи (льотчики-випробувачі). Льотні випробування тривають, поки літак не відповідатиме усім вимогам. Потім керівне державне агентство авіації країни дозволяє компанії почати виробництво.

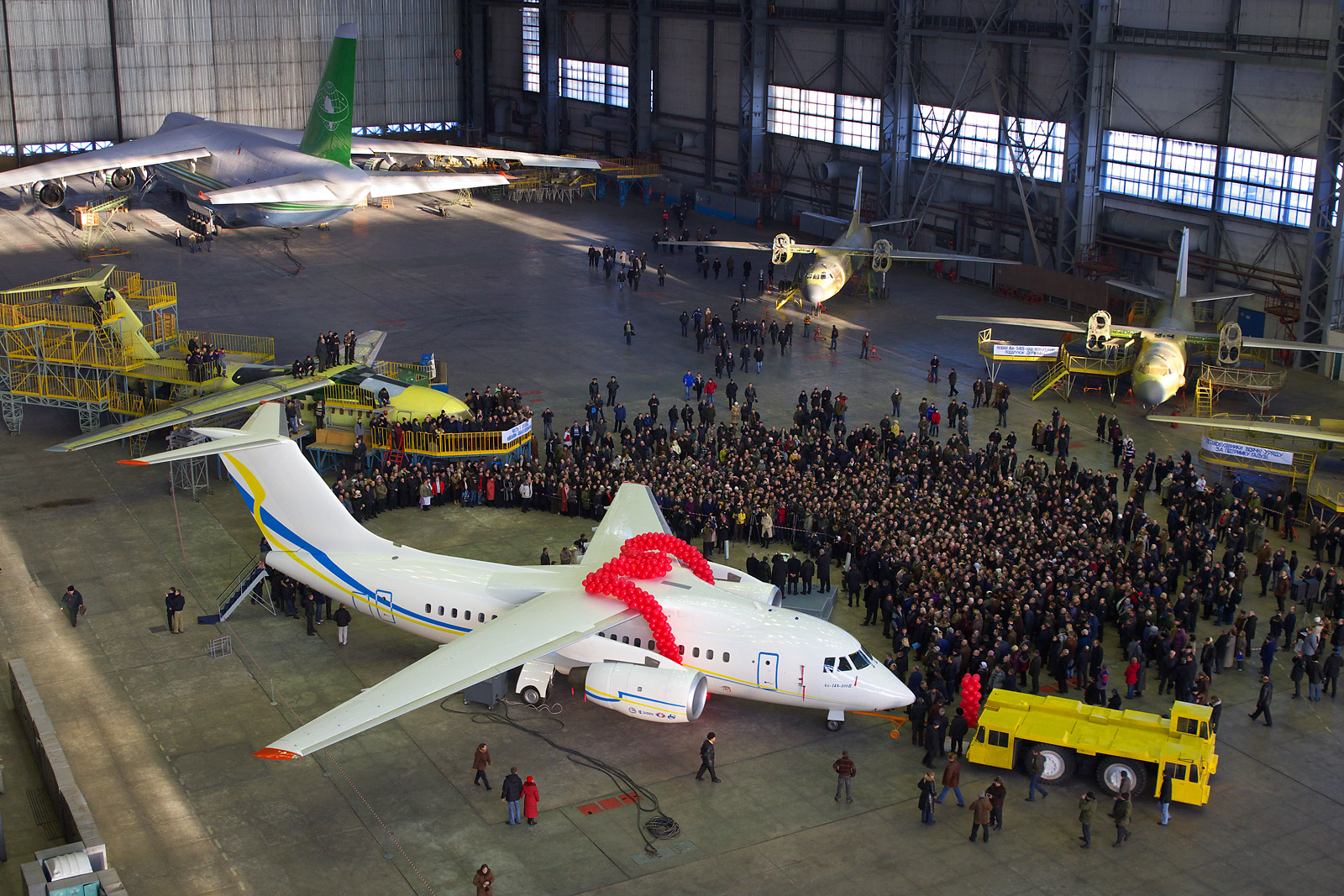
Серійний завод Антонов, Ан-148

В Україні, це Державна авіаційна служба, а у Сполучених Штатах цим агентством, є Федеральна авіаційна адміністрація (FAA). У Європейському Союзі, це Європейське агентство з авіаційної безпеки (EASA); у Великій Британії це Управління цивільної авіації (CAA). У Канаді державним агентством, відповідальним за кількісне виробництво літаків, є Управління цивільної авіації Канади.
Коли деталь або складник треба з'єднати за допомогою зварювання, майже для будь-якого аерокосмічного або оборонного застосування, він повинен відповідати найсуворішим та певним правилам і стандартам безпеки. Для прикладу, у США Nadcap, або Національна аерокосмічна й оборонна програма акредитації підрядників, встановлює загальні вимоги до якості, керування якістю та забезпечення якості для аерокосмічної техніки.
У разі міжнародних продажів, також потрібна ліцензія державного авіаційного або транспортного агентства країни, де передбачається використовувати літак. Наприклад, літаки європейської компанії Airbus повинні бути сертифіковані FAA для польотів у Сполучених Штатах, а літаки американської компанії Boeing мають бути схвалені EASA для польотів у Європейському Союзі.
У відповідь на збільшення шумового забруднення, через зростання повітряного руху над міськими районами поблизу аеропортів, були встановлені норми звукового тиску, які привели до зменшення шуму від авіаційних двигунів. Органи сертифікації продовжують працювати над підвищенням вимог, а розробники над зменшенням шуму на нових моделях авіадвигунів. Документом який регламентує рівень авіаційного шуму є, до прикладу ГОСТ 22283. Організація яка розробляє міжнародні стандарти для конструювання й експлуатації повітряних суден — Міжнародна організація цивільної авіації (ІКАО).
Невеликі літаки можуть бути розроблені та виготовлені початківцями як саморобні. Інші саморобні літаки можуть бути зібрані за допомогою попередньо виготовлених наборів деталей та вузлів, які можуть бути складені у базовий літак, а потім повинні бути завершені будівельником.
Небагато компаній виробляють літаки у великих кількостях. Однак виробництво літака для однієї компанії — це справа, в якій напевно беруть участь десятки, а то й сотні інших фірм і заводів, котрі виробляють деталі та вузли, що входять до складу літака. Наприклад, одна компанія може відповідати за розробку та/або виробництво шасі, а інші — за навігаційне обладнання, авіадвигуни. Виробництво таких складників не обмежується одним містом чи країною; стосовно великих компаній-виробників літаків, такі запчастини можуть надходити з усього світу.
Складники вирушають на головний завод літакобудівної компанії, де розташована виробнича лінія. Коли йдеться про великі літаки, можуть існувати виробничі лінії призначені для складання певних частин літака, особливо крил і фюзеляжу.
Після завершення складання, літак ретельно перевіряється на наявність недосконалостей та хиб. По схваленню інспекторами, літак проходить низку наземних і льотних випробувань аби переконатися, що всі системи працюють належно та що літак справно керується. Після успішного проходження цих випробувань, літак готовий до «завершальних доопрацювань» (внутрішнє налаштування, фарбування тощо), а потім вже він придатний до відправлення замовнику.

## Класифікація літаків

Зіркоподібний двигун в розрізі

Класифікація літаків може бути дана за різними ознаками.

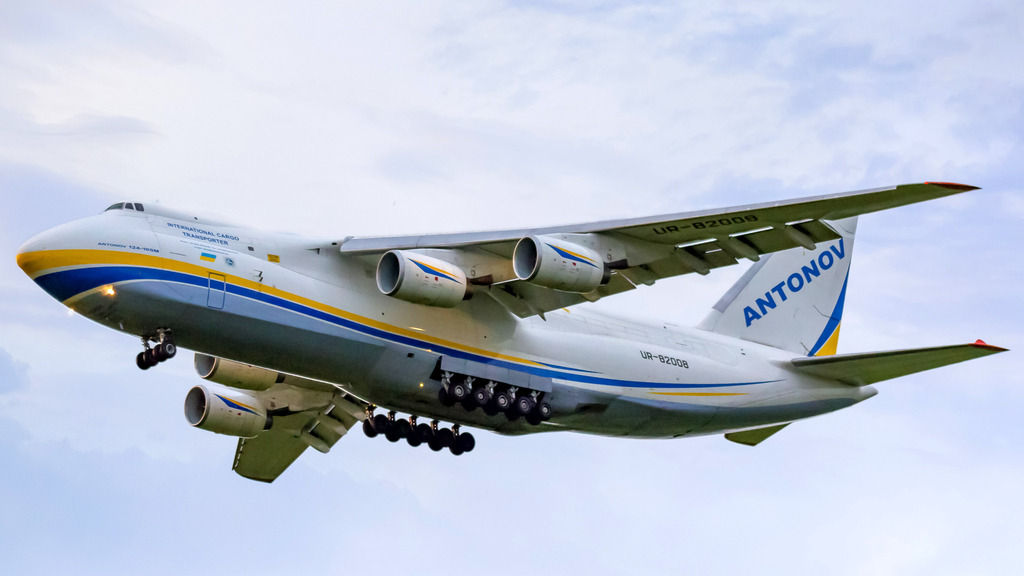
Вітчизняний транспортник Ан-124 «Руслан» (найбільший серійний вантажний літак у світі), в польоті.

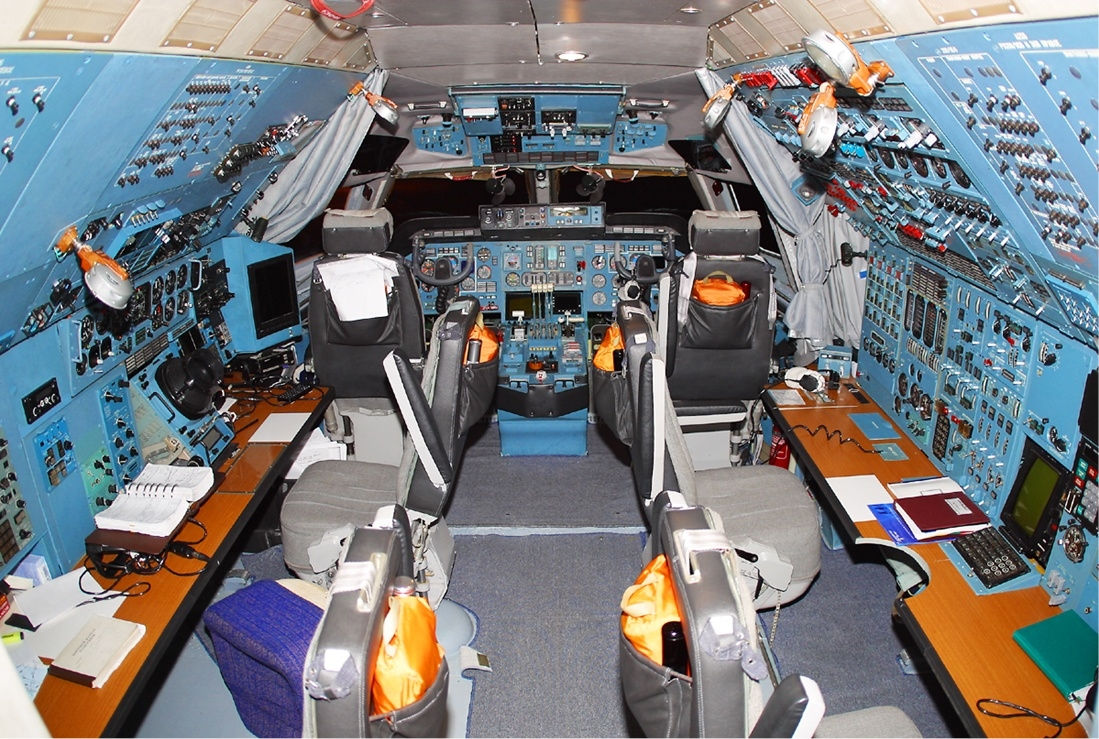
Кабіна пілотів українського літака Ан-124

За призначенням:
- Військові:
  - винищувачі
  - винищувач-бомбардувальник
  - фронтові бомбардувальники
  - ракетоносії
  - штурмовики
  - розвідники
  - коректувальники
  - багатоцільові і спеціальні
  - транспортні
  - десантні
- Цивільні:
  - пасажирські — перевезення пасажирів
  - транспортні — транспортування вантажів
  - поштові — доправлення пошти
  - сільськогосподарські — обробка сільськогосподарських угідь
  - навчальні — навчання льотного складу
  - спортивні — заняття авіаційним спортом
  - спеціальні:
    - експериментальні — проведення льотних експериментів
    - санітарні — надання термінової медичної допомоги
    - пожежні — гасіння лісових пожеж.
    - геологорозвідувальні — повітряна розвідка надр
    - та інше.

За злітною масою:
- 1-го класу (75 т і більше)
- 2-го класу (від 30 до 75 т)
- 3-го класу (від 10 до 30 т)
- 4-го класу (до 10 т).

За типом і числом двигунів:
- За типом двигунів:
  - поршневі (ПД)
  - турбогвинтові (ТГД)
  - реактивні (РД)
  - електричні (ЕД)
- За числом двигунів:
  - однодвигунні
  - дводвигунні
  - тридвигунні
  - чотиридвигунні.
  - шестидвигунні
  - восьмидвигунні

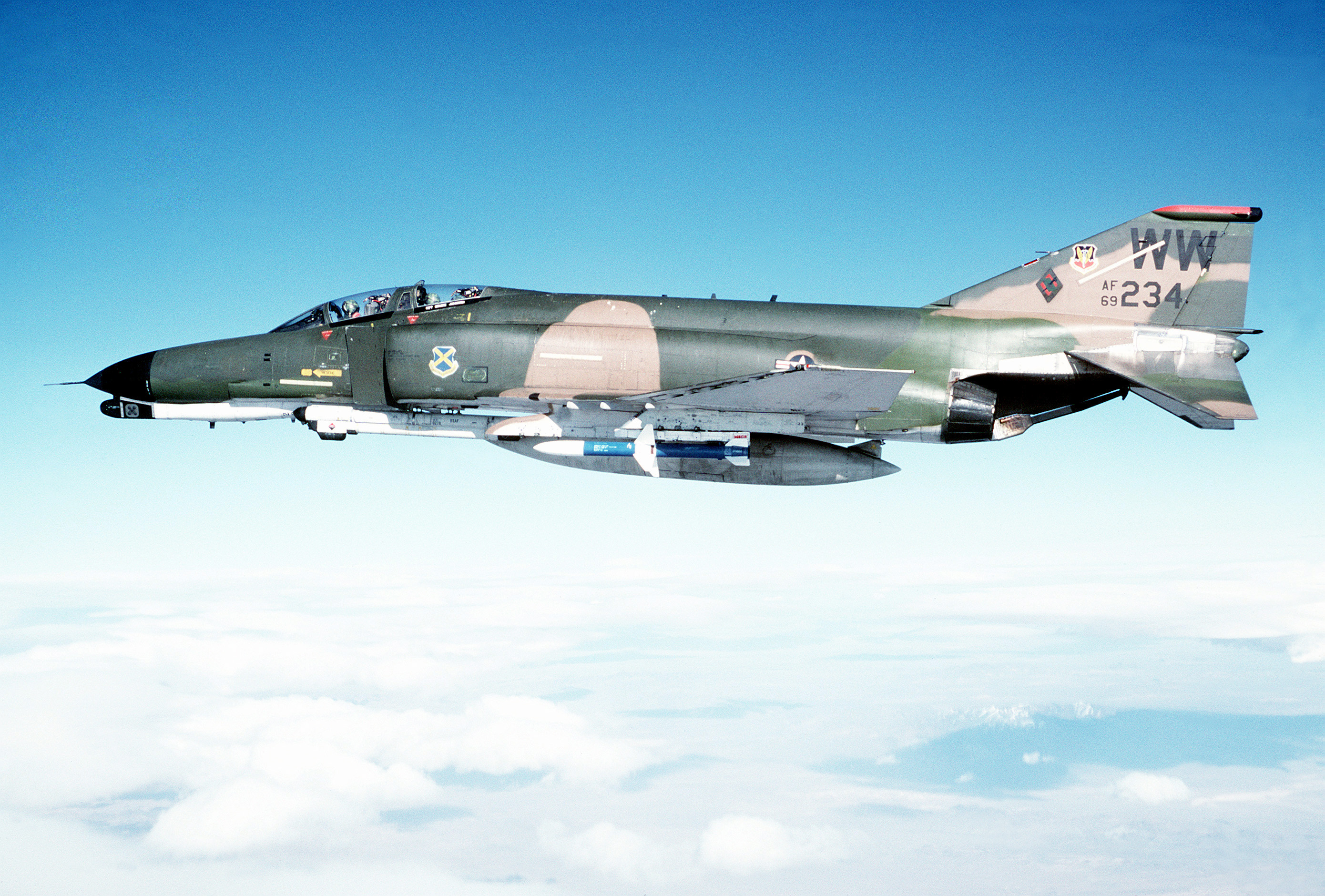
Американський F-4 фантом

Компресор турбореактивного двигуна (ТРД)

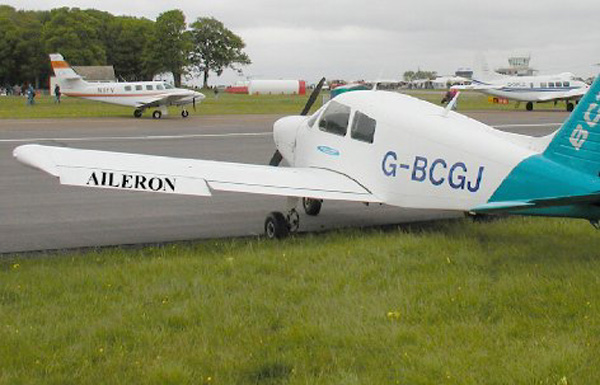
Одногвинтовий спортивний літак

За компонувальною схемою. Класифікація за даною ознакою є найбільш багатоваріантною. Пропонується частина основних варіантів:
- за числом крил:
  - моноплани
  - півтораплани
  - біплани
- За розташуванням крила (для монопланів):
  - високоплани
  - середньоплани
  - низькоплани
- За розташуванням хвостового оперення:
  - нормальної схеми (оперення ззаду)
  - безхвістка
  - типу «качка» (оперення спереду);
- За типом і розмірами фюзеляжу:
  - одно-фюзеляжні (вузько- та широкофюзеляжні);
  - двобалкової схеми («рама»);
  - безфюзеляжні («летюче крило»).

За швидкістю польоту:
- дозвукові
- надзвукові
- гіперзвукові

За типом посадкових органів:
- сухопутні
- корабельні
- гідролітаки

За типом злету та приземлення:
- вертикального
- короткого
- звичайного злету та приземлення

За родом джерел тяги:
- гвинтові
- реактивні
- електричні

За надійністю:
- експериментальні
- дослідні
- серійні

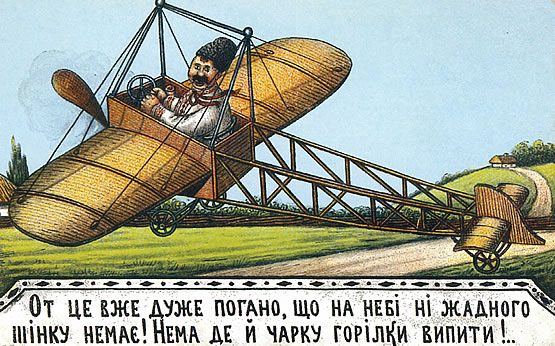
Гумористична листівка Василя Гулака. Початок ХХ ст.

За інтенсивністю турбулентності у сліді (залежить від максимальної злітної маси):
- важкі (136 т і більше)
- середні (від 7 до 136 т)
- легкі (до 7 т).

За дальністю польотів:
- магістральні дальні (6000 км і більше)
- магістральні середні (від 2500 до 6000 км)
- магістральні ближні (від 1000 до 2500 км)
- місцевого призначення (до 1000 км).

## Конструкційні матеріали
Матеріали для літаків повинні мати якнайбільш можливу міцність проти статичних і динамічних навантажень при найменшій масі. Загалом, сплави легких металів, деревина, тканини та скло- і вуглепластики, особливо підходять для виготовлення літаків. Тоді як деревину розумно використовували до середніх розмірів літаків, сьогодні (2000-і) в авіабудуванні здебільшого надають перевагу суцільнометалевим і композитним конструкціям, в яких різні матеріали поєднуються так, щоб їхні відповідні переваги якнайкраще доповнювали один одного.
Конструкції на літаках можуть бути втілені за допомогою різних методів проєктування та виготовлення. Часті способи будівництва — фахверк, каркас і пів-каркас; методи будівництва поділяються на дерев'яне спорудження, змішане складання, виробництво з металу та виготовлення з FRP.

### Дерев'яна конструкція

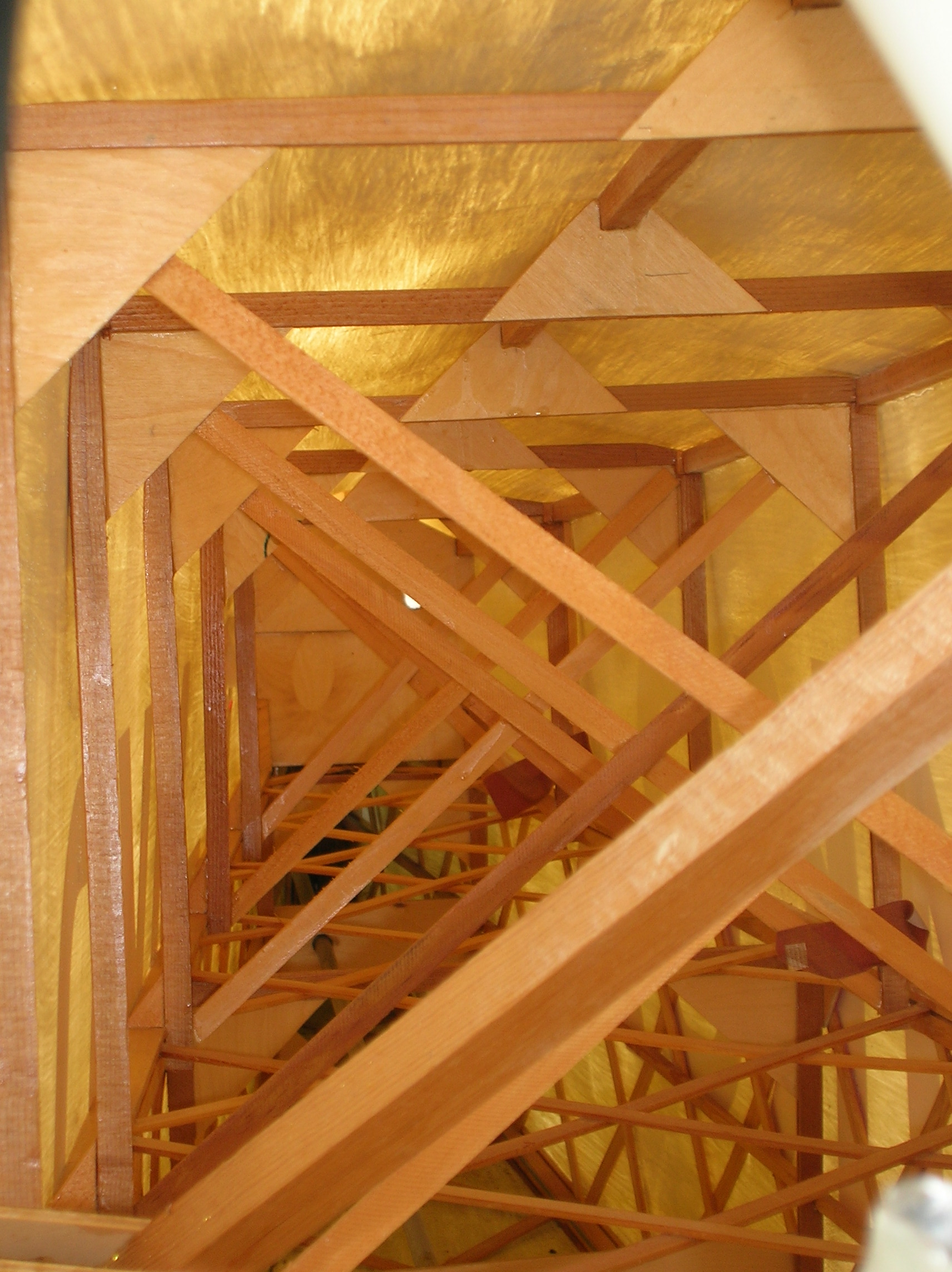
Вид зсередини фюзеляжу Fisher FP-202 на дерев'яному каркасі

У разі дерев'яної конструкції, для фюзеляжу склеюють каркас із дерев'яних поздовжніх поясів і шпангоутів, які потім обшивають тонкою фанерою. Крило складається з одного або двох лонжеронів, до яких спереду та ззаду під прямим кутом приклеєні так звані нервюри. Ребра жорсткості надають крилу правильної форми. Перед лонжероном крило обшито тонкою фанерою, ця обшивка називається торсіонною носовою частиною. Запобігає скручуванню крила паралельно лонжерону під час польоту. За лонжероном крило обшито тканиною з бавовни або особливого пластику. Ця тканина приклеєна до лонжерона або торсіонної передньої крайки та до задньої крайки, яка з'єднує нервюри на задній крайці крила, і покривається лаком. Натяжний лак стягується, коли висихає, і забезпечує натягнення покриття. сучасніші покриття з пластику під час нагрівання стискаються, а для розтягування їх прасують. Виготовлення з самого лише дерева, вже застаріло.

### Металева конструкція
Металоконструкція є найпоширенішою для виготовлення планера моторних літаків. Корпус збирається зі зварного або клепаного металевого каркаса, який зовні обшитий листовим металом. Крила складаються з одного лонжерона або кількох у великих літаків, до яких приклепками або гвинтами прикріплені нервюри. Як і корпус, обшивка виготовлена з тонкого листового металу. Одним із найвідоміших металевих літаків є Cessna 172, але існують також металеві планери, як от LET L-13 Blanik.
Велике значення для літакобудування, мало впровадження у 1940-х роках потужних гідравлічних пресів для виготовлення окремих деталей. Тоді як у США Boeing B-17 Stratofortress і бомбардувальники B-29, все ще збиралися шляхом склепування окремих фігурних частин із листового металу разом, Німеччина виготовляла легкі та міцні магнієві й алюмінієві конструктивні авіаційні складові. Для виготовлення цих виробів, інженери Третього рейху розробили гідравлічний прес зусиллям 33 000 тонн і дві менші 16 500-тонні машини, для виробництва перших реактивних винищувачів Messerschmitt Me 262.
Цікаво що Франція 1971 року, оснастила себе гідравлічним пресом українського виробництва великої потужності: цей гідравлічний прес зусиллям 65 000 тонн, побудований у Краматорську — на НКМЗ, був встановлений в Іссуарі для виготовлення консолей крил відомих надзвукових авіалайнерів Конкорд. Велетень належить компанії Interforge, має 36 метрів у вишину і досі (2000-і) виробляє складові для Airbus, Boeing, космічної та транспортної промисловості.

### Змішана конструкція
Змішана конструкція — це поєднання дерев'яної та металевої складових. Зазвичай, фюзеляж створюється зі зварного металевого каркасу, обтягнутого тканиною, а крило побудоване як у дерев'яної конструкції. Основна конструкція лонжеронів і нервюр відрізняється від дерев'яної, лише матеріалами, які використовують. Schleicher K 8 — це літак із металевим каркасом фюзеляжу та дерев'яними крилами.

### Композитна конструкція
Протягом кількох років металева конструкція все частіше замінюється виготовленням із волокнистого композиту та пластику (скорочено: конструкція з FRP). Літак складається з килимків, зазвичай тканинних зі скляних, арамідних або вуглецевих волокон, які поміщаються у форми, просочуються синтетичною смолою і згодом полімеризуються. При використанні епоксидної смоли повне набуття міцності конструкції відбувається після її прогрівання від 2 до 24 годин при температурі 40 — 60 °C (час та температура залежить від марки смоли). Опорний матеріал — або жорсткий пінопласт, або стільникова структура, додатково вклеюється в ділянки літака, які повинні поглинати багато енергії. Тут також є шпангоути у фюзеляжі та лонжерони у крилах. Конструкція FRP спочатку була використана в планеризмі, а першим літаком такої конструкції був FS 24, прототип був побудований з 1953 по 1957 роки Akaflieg Stuttgart. Тим часом, однак, виробники моторних літаків також переходять на будівництво з FRP, наприклад B. Diamond Aircraft або Cirrus Design Corporation. Прикладами конструкцій з FRP, є Schempp-Hirth Ventus або Diamond DA 40. Насамперед у великому авіабудуванні, наразі застосовуються поєднання виготовлення з металу та складових з FRP. Поширеним прикладом є Airbus A380.

## Рушій
Дивіться також: Авіаційний двигун

### Пропелер
Основна стаття: Повітряний гвинт
Авіаційний пропелер, або повітряний ґвинт, перетворює обертовий рух від двигуна чи іншого джерела енергії в закручений плинний потік, який штовхає пропелер вперед або назад. Він складається з обертової втулки з механічним приводом, до якої прикріплені дві або більше радіальних лопатей аеродинамічного профілю у такий спосіб, що вся збірка обертається навколо поздовжньої осі. Три типи авіаційних двигунів, які використовують для приводу гвинтів, охоплюють поршневі двигуни (або плунжерні двигуни), газові турбіни та електродвигуни. Величина тяги, яку створює пропелер, частково визначається площею його диска — колом, який окреслюють обертові лопаті. Обмеженням для швидкості обертання гвинта є швидкість звуку; коли кінчик леза лопаті перевищує швидкість звуку, ударні хвилі знижують рушійні властивості гвинта. Кількість обертів на хвилину, потрібна для створення заданої кінцевої швидкості, обернено пропорційна діаметру гвинта. Верхня розрахункова межа швидкості гвинтокрилих літаків становить 0,6 Маха. На літаках, розроблених для більшої швидкості, використовують реактивні двигуни.

### Поршневий двигун
Основні статті: Радіальний двигун, Рядний двигун (аеронавтика) і Опозитний двигун
Поршневі двигуни літаків мають три основні різновиди: радіальний, рядний і плоский або горизонтально опозитний двигун. Радіальний двигун — конфігурація двигуна внутрішнього згоряння поршневого типу, в якому циліндри «розходяться» назовні від центрального картера, як шпиці колеса, і зазвичай його використовували для авіаційних двигунів до того, як почали переважати газотурбінні двигуни. Рядний двигун — це поршневий двигун із рядами циліндрів, розташованими один за одним, причому кожен ряд має будь-яку кількість циліндрів, але рідко більше шести, і може мати водяне охолодження. Опозитний двигун — двигун внутрішнього згоряння з горизонтально розташованими циліндрами.

### Газова турбіна
Основна стаття: Турбогвинтовий двигун
Турбогвинтовий газотурбінний двигун складається з впускної камери, компресора, камери згоряння, турбіни та рушійного сопла, які передають потужність від вала крізь

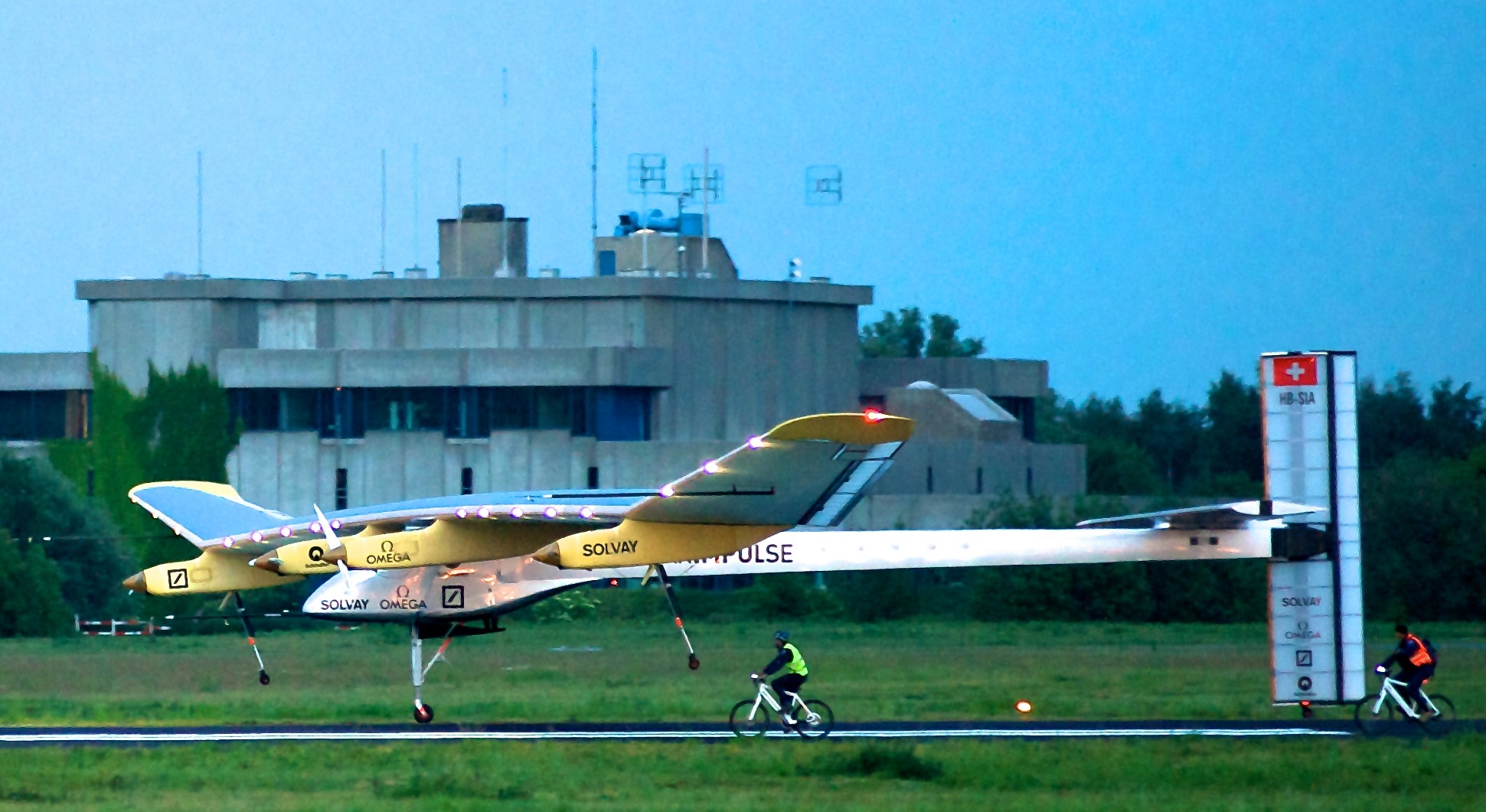
Solar Impulse 1, літак на сонячних батареях з електродвигунами.

редуктор до тягового гвинта. Рушійне сопло забезпечує відносно невелику частку тяги, створюваної турбогвинтовим двигуном.

### Електричний двигун
Основна стаття: Електродвигун
Електричний літальний апарат працює на електродвигунах, які отримують електроенергію від паливних елементів, сонячних батарей, ультраконденсаторів (іоністорів), джерел енергії (бездротове передавання електрики) або акумуляторних батарей. Тепер (2020-і) летючі електричні літаки переважно є дослідними зразками, зокрема пілотовані та безпілотні літальні апарати, але на ринку є деякі серійні моделі.

### Реактивна тяга
Основна стаття: Реактивний двигун
Реактивні літаки приводяться в рух реактивними двигунами, які використовують завдяки тому, що аеродинамічні обмеження пропелерів не поширюються на реактивний рух. Ці двигуни набагато потужніші за поршневі двигуни подібного розміру чи ваги, порівняно тихі та добре працюють на великій висоті. Різновидами реактивного двигуна є прямотічний повітряно-реактивний двигун і прямодійний реактивний двигун, які покладаються на високу повітряну швидкість і геометрію впуску для стиснення повітря для згоряння перед введенням і запалюванням пального. Ракетні двигуни забезпечують тягу шляхом спалювання пального з окисником і викидання газу крізь сопло.

### Турбовентиляторний
На більшості реактивних літаків використовують турбовентиляторні реактивні двигуни, де застосовано газову турбіну для приводу канального вентилятора, який пришвидшує повітря навколо турбіни, щоби забезпечити тягу на додаток до тієї, що розганяється крізь турбіну. Співвідношення кількості повітря, що проходить навколо турбіни, до повітря, котре проходить крізь неї, називається коефіцієнтом пропускання. Вони є компромісом між турбореактивними (без байпасу) і турбогвинтовими видами силової установки літака (здебільшого з байпасним повітрям).

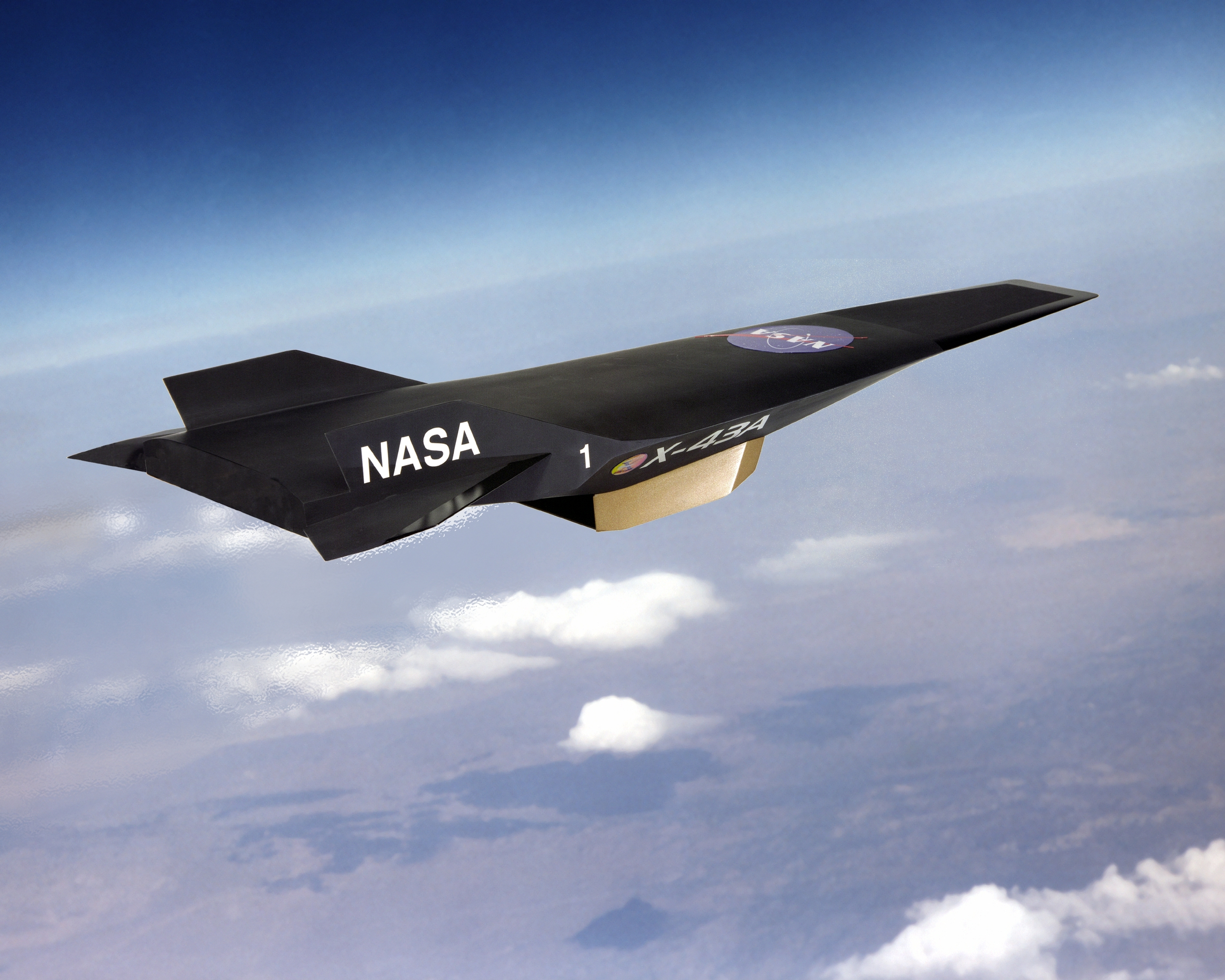
Задум художника X-43A з ГППРД, прикріпленим до днища

У дозвукових літальних апаратах, як-от авіалайнерах, використовують реактивні двигуни з високим ступенем двоконтурності для заощадження пального. У надзвукових літаках, як от реактивні винищувачі, застосовуються турбовентилятори з низьким ступенем двоконтурності. Однак на надзвукових швидкостях повітря, що надходить у двигун, має бути сповільнено до дозвукової швидкості, а потім знову розігнане до надзвукової швидкості після згоряння. Форсаж можуть використовувати на бойових літаках для збільшення потужності на короткий проміжок часу шляхом впорскування пального безпосередньо в гарячі вихлопні гази. Багато реактивних літаків також застосовують реверси тяги для уповільнення після посадки.

### ППРД
Основна стаття: ППРД
Прямотічний повітряно-реактивний двигун — це різновид реактивного двигуна, який не містить основних рухомих частин і може бути особливо корисним у застосунках, де потрібен невеликий і простий двигун для високошвидкісного використання, наприклад, для ракет. ППРД вимагає руху вперед (розгону), перш ніж вони зможуть виробляти тягу, тож вони часто застосовуються в поєднанні з іншими видами тяги або із зовнішніми засобами досягнення достатньої швидкості. Для прикладу Lockheed D-21 був розвідувальним безпілотним літальним апаратом із швидкістю 3 і більше Маха, який запускався з базового літака.

## Електрична мережа літаків
На літаках наявні два основних типи електричних систем. Одна з них називається системою з роздільними шинами, а друга — системою паралельних шин. Також існує поєднана система, яка називається системою з роздільними паралельними шинами.

### Змінний струм (AC) або постійний струм (DC)
Постійний струм зазвичай, є основним джерелом електроенергії в невеликих літаках. Наприклад, у більшості турбогвинтових літаків, двигуни постійного струму діють як стартер-генератори під час запуску. У великих літаках на облавку використовують мережу змінного струму. Електродвигуни змінного струму мають краще співвідношення потужності до ваги та простіші за улаштуванням. Оскільки великі літаки потребують набагато більше електроенергії, двигуни постійного струму та система живлення постійного струму, стають непридатними. У всіх літаках наявне обладнання, яке потребує живлення як постійного так і змінного струму, тож через це, на літаках із системою постійного струму, для перетворення його на змінний, застосовуються інвертори. У разі основної системи змінного струму, використовують трансформаторні випрямлячі (TR) для перетворення змінного струму на постійний. Деякі турбогвинтові двигуни можуть мати генератори змінного струму, які подають електроенергію зі змінною частотою на певне обладнання, наприклад склоочисники та системи захисту від обмерзання. Але ці генератори не такі потужні, як генератори постійного струму.

### Акумулятори
Батареї є основним джерелом електроенергії для літаків. У великих літаках, заради резервування, є два окремі набори акумуляторів. Батареї використовують для початкового або аварійного живлення літака. Коли акумулятори увімкнено, їх можна застосовувати для запуску допоміжної силової установки ДСУ (англ. APU) літака. Коли ДСУ стає придатною для роботи (виробляє сталу напругу, тощо), батареї автоматично від'єднуються від електричної мережі літака, якщо вони цілком заряджені, і в такому стані вони залишаються до кінця польоту. Оскільки електричні акумулятори є останнім засобом живлення у разі цілковитого збою електропостачання під час польоту, вони не застосовуються для живлення літака на будь-якому відрізку польоту. На багатьох літаках використовують нікель-кадмієві акумулятори.

### Генератори
Є два типи застосовуваних генераторів — генератори постійного струму та генератори змінного струму. Основна відмінність між ними в електричній системі літака, полягає в тому, що в першому якір генератора обертається, а в другому — магнітне поле або постійний магніт обертається поблизу нерухомого якоря.
Генератори змінного струму, які використовують в літаках, є трифазними. Це означає, що обвитки генераторів розташовані так, що кожна фаза зміщена відносно іншої на 120 градусів. Виходи генератора змінного струму з'єднані зіркою, коли початки фазних обвиток сполучені так щоб утворити нейтральну точку, яка заземлена. За допомогою такого з'єднання можна отримати два показники напруги — фазну та лінійну. У літаку мережева напруга становить приблизно 200 вольт, фазна напруга — 115 вольт, а частота — 400 Гц (найбільш придатна для літаків). Отже, електрична система літака називається системою 115 В/200 В/400 Гц/3 фази. Оскільки у літаках, генератори приводяться в обертання авіадвигунами, то кутова швидкість або частота генератора, змінюється разом зі змінами швидкості обертання двигуна під час польоту, отже підтримання швидкості обертання генератора для усталення його частоти, стає надзвичайно важливим. Для цього використовують пристрій під назвою Constant Speed Drive Unit (CSDU). CSDU складається з гідравлічного насоса, який працює від двигунів, натомість сам запускає гідравлічний двигун. Коли генератор посилає на гідравлічний насос сигнал про низьку або перевищену швидкість обертання, він змінює подавання рідини котра надсилається до гідравлічного насоса, щоби керувати кутовою швидкістю генератора. Більшість IDG можуть підтримувати частоту в межах 5 % від потрібних 400 Гц.

## Цікаві відомості

### Видатні показники

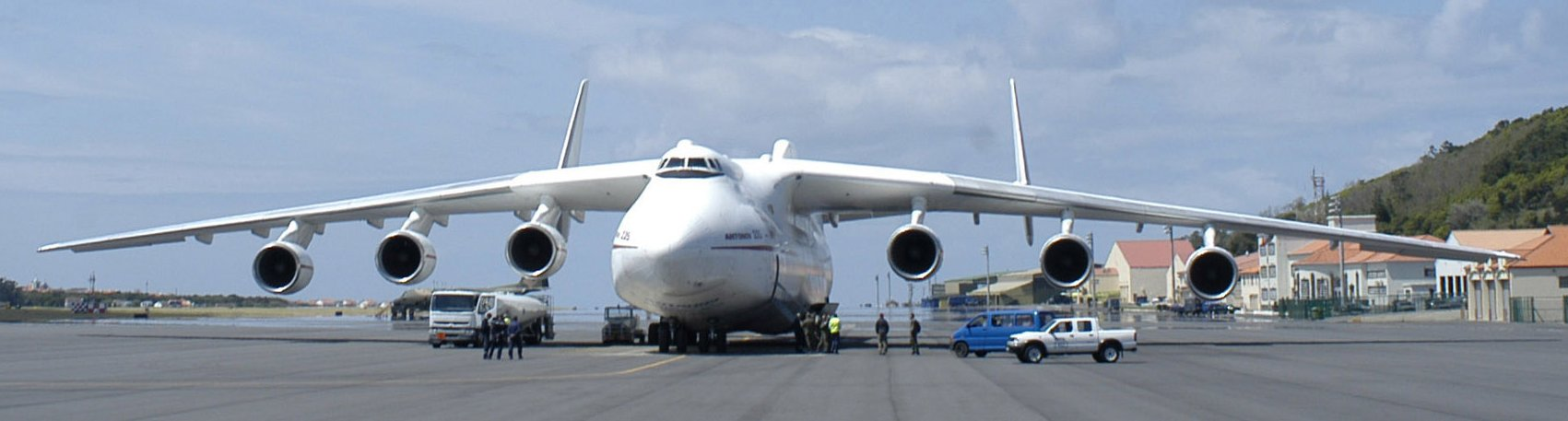
Український Aн-225, Мрія — був найбільшим літаком коли-небудь побудованим людством.

Український вантажний літак Ан-225 «Мрія» (зруйнований ворожим бомбардуванням під час російської навали в Україну 2022 року), був найбільшим літаком у світі. Він мав найбільшу довжину, злітну вагу та загальну тягу з усіх літаків. Airbus A380 є найбільшим пасажирським літаком у світі завдяки найбільшій місткості — 853 пасажири. Однак це не найдовший пасажирський літак: Boeing 747-8 має довжину 76,30 м і є найдовшим пасажирським літаком у світі. Найширшим літаком є Scaled Composites Stratolaunch, з розмахом крила 117 м, призначений для запусків ракет. Двомоторний Boeing 777—300 обладнаний найпотужнішим авіаційним двигуном з тягою 512 кН. Найбільшу дальність визначити важко, оскільки вона може бути збільшена для кожного літака шляхом додавання додаткових баків пального (у крайньому разі до допустимої злітної ваги). Літак із найзначнішим запасом ходу — Boeing 777-200LR — 17 446 км. Найбільша дальність, коли-небудь досягнута без дозаправляння, належить Voyager — 42 212 км. Український Ан-2 внесений у книгу Гіннеса як літак, що випускається майже 70 років — найдовше у світі. Загальна кількість виготовлених літаків — понад 18 000.

### Очищення повітря
На сучасних, насамперед пасажирських авіалайнерах, використовують фільтри HEPA для зменшення поширення збудників захворювань крізь рециркульоване повітря. Дослідження Міністерства транспорту Сполучених Штатів, проведене на 92 випадкових рейсах, показало, що рівень грибків та бактерій, виявлених у салонах, дорівнює або нижчий, ніж у звичайних будинках. Ці незначні рівні мікробів, зумовлені повною зміною повітря всередині салону, яка здійснюється від 10 до 15 разів на годину, і високою фільтрувальною здатністю систем очищення повітря.

### Літак у літературі і народній творчості
- Таке крилате, ще й з хвостом, ніс в нього крутиться крилом, та ще й гуркоче. Що це? (загадка).
- Слухає Петрик, слухає Оля, Чи не гуркоче літак з понад поля, Чи над їх домом не пролітає, Зі святим гостем, із Миколаєм. (дитяча пісня).
- «Але в цей час понад самою школою прогув літак і закидав листівками всі хати, городи, вигін.» Довженко Олександр Петрович — Повість полум'яних літ.